# Generał dywizji
Generał dywizji – stopień generalski.  W Wojsku Polskim stopień niższy od generała broni i wyższy od generała brygady.
Stopień generała dywizji w Wojsku Polskim II Rzeczypospolitej  wprowadzony został w 1922 roku.

## Oznaczenia stopnia
Oznaki w kolorze srebrnym: wężyk generalski i dwie gwiazdki na naramiennikach i otoku czapki; dwa galony na daszku; orzełki na kołnierzach kurtek od mundurów i płaszczy.
Zgodnie z przepisami ubiorczymi żołnierzy Wojska Polskiego z 1972 roku generał dywizji na daszku czapki garnizonowej posiadał dwa galony szerokości 6 mm naszyte obok siebie w odstępie 2 mm; zewnętrzny naszyty w odległości 6 mm od krawędzi daszka na całej długości jego łuku.
Na taśmie otokowej czapki – wężyk generalski szerokości 3 cm i wysokości 3,5 cm. Ponadto na środku taśmy otokowej w przerwie wężyka dwie gwiazdki umieszczone na linii równoległej do krawędzi taśmy.
Na naramiennikach – wężyk generalski wysokości 3,5 cm umieszczony w poprzek całego naramiennika, w odległości 5 mm od wszycia rękawa oraz dwie gwiazdki umieszczone wzdłuż linii prostej biegnącej przez środek naramiennika, Pierwsza gwiazdka w odległości 1 cm od wężyka a drugą w odległości 5 mm od wierzchołka ramienia pierwszej gwiazdki do kąta wklęsłego ramion drugiej gwiazdki.
W Wojsku Polskim Królestwa Kongresowego oznaką stopnia były epolety z grubymi bulionami z 3 gwiazdkami.
W Armii Księstwa Warszawskiego oznaką stopnia były epolety z 3 gwiazdkami, haft (wężyk) na czapce, kołnierzu, mankietach i rabacie - podwójny.